# Филиппов, Роман Сергеевич
Рома́н Серге́евич Фили́ппов (24 января 1936, Симферополь, Крымская АССР — 18 февраля 1992, Москва) — советский и российский актёр театра и кино; народный артист РСФСР (1987), заслуженный артист Белорусской ССР (1967).

## Биография
Родился 24 января 1936 года в Симферополе в семье актёров Первого Советского театра (а в прошлом — Ленинградского Большого Драматического Театра) Сергея Александровича Филиппова и Анны Григорьевны Кудерман, умершей во время родов. До трёх лет его воспитывала бабушка. В 1939 году вдовый отец женился повторно, и семья, забрав Рому, переехала в Горький.
В ранние годы увлекался шахматами (был кандидатом в мастера спорта по шахматам), много читал, любил русскую литературу. Писал стихи, хорошо играл на бильярде. Обладал редким от природы, низким грудным голосом — басом-профундо. Был большим острословом. Однажды, перед вылетом на гастроли на Дальний Восток, сутки просидев в аэропорту «Домодедово», изрёк: «Это не Домодедово, а Детдомово!». А когда перегруженный самолёт вяло стал набирать высоту, мокрый от духоты и жары Роман сообщил: «Так долго набирать высоту — это низость!». Рост актёра был 193 см. Помимо белорусского, свободно владел польским и немецким языками, на английском языке играл в спектакле Peter the Great, на украинском — в «Варшавской мелодии» (в Киевском академическом театре).
Большую роль в его дальнейшей творческой судьбе сыграла встреча с актрисой Малого театра Верой Пашенной, приехавшей в Горький с труппой театра на смотр молодых дарований, а администрация школы, где учился Роман, попросила прослушать учеников на предмет определения у них сценического таланта. На просмотр пришёл и десятиклассник Филиппов, в жизни говоривший густым оперным басом. Пашенная только взглянула на него и тут же воскликнула, что ему нужно идти в театральное. После этого Филиппов, ранее даже и не помышлявший об артистической карьере, решает посвятить свою судьбу сцене. В 1953 году он окончил среднюю школу и поступил в Высшее театральное училище имени М. С. Щепкина на курс Веры Пашенной. Его сокурсниками во время учёбы были Алексей Эйбоженко, Юрий Соломин и Виктор Борцов.
В 1957 году получил актёрское образование и был принят в штат Малого театра, в котором проработал до 1960 года. Из-за разногласий с главным режиссёром театра М. И. Царёвым был вынужден уйти из театра. Новыми местами работы для Романа Сергеевича в будущем станут:
- в 1960—1961 годах — Московский драматический театр имени А. С. Пушкина[4];
- в 1961—1962 — Москонцерт, в 1962 году одновременно работал по совместительству во Всероссийском гастрольно-концертном объединении, где играл в спектакле «Пришедший в завтра» по произведениям Владимира Маяковского, поставленный Иоакимом Шароевым;
- в 1962—1969 годах — Национальный академический театр имени Янки Купалы в Минске. Благодаря лингвистическим способностям, Филиппов быстро преодолел языковый барьер и стал одним из ведущих актёров этого театра. Здесь им были сыграны Белугин в «Женитьбе Белугина», Астров в «Дяде Ване», Сатин в «На дне», Журден в «Мещанине во дворянстве» и другие роли.

В 1969 году возвращается в Малый театр и служит в нём до конца жизни. В кино — с 1954 года (первая роль — в фильме «Чемпион мира»). Во время работы в Минске начинает профессионально увлекаться переводами на белорусский язык, умение говорить на котором для актёра было жизненно необходимым при трудоустройстве в национальный театр (изучил за короткий срок — 2 недели).
Принимал участие в озвучивании мультфильмов, автор текстов к песням из кинофильмов. С начала 1970-х годов и до самой смерти Филиппов был главным Дедом Морозом страны, поздравляющим всех советских детей на самой главной Ёлке — Кремлёвской. Роль Деда Мороза передал актёр Александр Хвыля. С 1987 года преподавал в ГИТИСе художественное слово, в 1988 году ему было присвоено учёное звание доцента. Виктор Борцов рассказывал о нём так: «Он был настолько разносторонен — это шахматы всё время, на уровне мастеров, Суетин в гримёрке, ещё какие-то мастера там, это всё во время спектакля. Тут же преферанс. Он оставил стихов столько, посвящённых половине труппы, очень смешных. И когда банкет, всегда просили: „Рома, прочти!“».
Скончался 18 февраля 1992 года вследствие тромбоэмболии в Москве на 57-м году жизни. Похоронен в Москве на Троекуровском кладбище (участок № 2).

## Семья
Мачеха — Ирина Сергеевна Филиппова.
Жена (с 1962 года) — Екатерина Андреевна Филиппова (1941—2016) — профессор, режиссёр-педагог по слову, заслуженный работник культуры. Была автором учебных пособий и программ по сценической речи, выразительному чтению, культуре общения. Похоронена в одной могиле с мужем.
Дочь — Филиппова Анна Романовна (10 мая 1963 — 2 ноября 2021) — художник-сценограф, художник по костюмам, преподаватель художественных дисциплин ГИТИСа. Похоронена рядом с родителями.

## Творчество

### Роли в театре

#### Малый театр
- 1970 — «Свои люди — сочтёмся» А. Н. Островского. Режиссёр: Антонина Зиновьева
- 1975 — «Лес» А. Н. Островского. Режиссёр: И. В. Ильинский — Геннадий Демьянович Несчастливцев
- 1975 — «Русские люди» Константина Симонова. Режиссёр: Борис Равенских — Иван Иванович Глоба[8]
- 1977 — «Горе от ума» А. С. Грибоедова. Режиссёр: М. И. Царёв — Сергей Сергеевич Скалозуб
- 1986 — «Недоросль» Д. И. Фонвизина. Режиссёр: Виталий Иванов — Скотинин[9]
- 1988 — «Долгий день уходит в ночь» Юджина О’Нила. Режиссёр: Сергей Яшин — Джеймс Тайрон[10]

### Роли в кино
- 1954 — Чемпион мира — борец
- 1959 — Зелёный фургон — Федька Бык
- 1960 — Впереди — крутой поворот — Николай
- 1960 — Человек не сдаётся — Пауль
- 1961 — Девчата — Вася Зайцев, друг Ильи, Игната и Алёшки, лесоруб
- 1962 — 49 дней
- 1962 — Улица младшего сына — дядя Яша
- 1964 — Криницы — Пётр
- 1964 — Рогатый бастион — Тисаков
- 1965 — Любимая — грузчик мебели
- 1966 — Город мастеров — барон
- 1966 — Три толстяка — Просперо, оружейник
- 1966 — Саша-Сашенька — милиционер
- 1966 — Чужое имя — немец-конвоир
- 1968 — Бриллиантовая рука — Евгений Николаевич Ладыженский[11]
- 1968 — По Руси — Коновалов
- 1968 — Надпись на срубе — Иван, рыбак
- 1970 — Два дня чудес — пациент в очереди (нет в титрах)
- 1971 — Драма из старинной жизни — Прохор, дворник
- 1971 — Джентльмены удачи — «Никола Питерский», уголовник
- 1971 — Старики-разбойники — грабитель
- 1971 — Телеграмма — эпизод
- 1971 — Конец Любавиных — Федя
- 1971 — 12 стульев — Ляпис-Трубецкой, поэт
- 1971 — Тени исчезают в полдень — Демид Меньшиков, младший брат Филиппа, дядя Наташи
- 1972 — Гроссмейстер — шахматный болельщик
- 1972 — Визит вежливости — Пансо-младший, житель древней Помпеи
- 1973 — Кортик — Филин, отец Борьки, завскладом
- 1973 — Тёща — Вася
- 1974 — Любовь земная — директор цементного завода
- 1975 — Лес — Геннадий Демьянович Несчастливцев
- 1976 — В одном микрорайоне — Вася Мосолов
- 1977 — Судьба — Батурин
- 1977 — Моя судьба
- 1977 — Весь мир в глазах твоих — простуженный
- 1977 — Горе от ума — Скалозуб
- 1978 — Живите в радости — снабженец
- 1978 — По улицам комод водили — Булыжников, сантехник
- 1978 — Баламут — Фёдор (Федя) Парамонов, муж Зины, отец трех сыновей, колхозник
- 1978 — Дипломаты поневоле — Остапчук
- 1978 — Сибириада — Чернохвостиков
- 1979 — Возьми меня с собой — Афанасий (Афоня)
- 1979 — Дикая охота короля Стаха — пан Дуботовк
- 1979 — Поэма о крыльях — Сибиряк-купец
- 1980 — В начале славных дел — Ромодановский
- 1980 — Юность Петра — Ромодановский
- 1981 — Доходное место — Аким Акимович Юсов
- 1982 — Чародеи — Юлий Цезаревич Камнеедов, заместитель Сатанеева
- 1982 — Срочно… Секретно… Губчека — Пушкарев, есаул
- 1982 — Суббота и воскресенье (к/м) — доктор
- 1982 — Женатый холостяк — Степан Кузьмич, жених Зайцевой, отец трех детей, шофёр, водитель автобуса
- 1983 — О странностях любви — Солтан-Хамид
- 1985 — Дети солнца — Роман
- 1986 — Борис Годунов — Иов, патриарх
- 1986 — Пётр Великий / Peter the Great (сериал) — Данила Меншиков
- 1987 — Акселератка — Вовчик
- 1988 — Мисс миллионерша — Кузьма Егорыч
- 1989 — Сувенир для прокурора — милиционер
- 1989 — Вход в лабиринт — Беловол
- 1990 — Аферисты — дьякон
- 1990 — Чертовы куклы — импресарио
- 1990 — Очаровательные пришельцы — Никита
- 1990 — Захочу — полюблю — Матвей Карпович
- 1991 — Хищники — Иван Иванович, следователь
- 1991 — Действуй, Маня! — генерал
- 1991 — Говорящая обезьяна — Щука
- 1991 — Маэстро с ниточкой — Спец
- 1991 — Призраки зелёной комнаты — Альфред Лазерс/Джо Стоукс
- 1991 — Господня рыба — пьяница
- 1992 — Господа артисты — губернатор
- 1993 — Аляска Кид — пьяный в баре
- 1993 — Чертовы куклы — Виталий Христофорович, тренер по прыжкам с парашютом
- 1993 — Заложники «Дьявола» — Анатолий Филиппович, генерал-майор милиции, начальник УВД края

### Киножурнал «Ералаш»
- 1978 — Выпуск № 16 (сюжет «Царевна-Несмеяна») — палач

### Киножурнал «Фитиль»
- 1982 — Выпуск № 239 (сюжет «Занимательная арифметика») — землекоп
- 1988 — Выпуск № 317 (сюжет «Ценная находка») — супруг
- 1982 — Выпуск № 334 (сюжет «Маскарад») — начальник

### Роли на телевидении
- 1971 — Двадцать лет спустя (телеспектакль) — Портос
- 1972 — Развод по-нарымски (телеспектакль) — Павел Косой
- 1977 — «Джентльмены, которым не повезло»

### Озвучивание

#### Аудиоспектакли
- 1976 — «Невероятные приключения Буратино и его друзей» (аудиоспектакль) — Карабас-Барабас (вокал)
- 1980 — солист в прологе в оригинальной записи рок-оперы «Юнона и Авось» (грамзапись фирмы «Мелодия»)
- 1989 — «Визит на небольшую планету» (радиоспектакль) — генерал[12]
- 1990 — Следствие ведут Колобки. Пропажа белого слона (аудиоспектакль) — Иностранец

#### Фильмы
- 1966 — Большая прогулка — Мефистофель (роль Жака Бодуана)
- 1971 — Телеграмма — жених (роль Станислава Садальского)
- 1973 — Эта весёлая планета — «Илья Муромец» (роль Валентина Голубенко)
- 1977 — Юлия Вревская — священник в Исаакиевском соборе (нет в титрах)
- 1980 — За спичками — Партанен, фермер (роль Лео Ластумяки)
- 1982 — Гонки по вертикали — проживающий в комнате Сытникова (роль Владимира Мишакова)
- 1982 — Василий Буслаев — Андрон Многолетище (роль Дмитрия Орловского)
- 1984 — ТАСС уполномочен заявить… — Фрэнк, грубый полицейский (роль Юрия Наумцева)

#### Радиоспектакли
1979 — радиоспектакль Государственного Малого театра СССР «Мамаша Кураж и её дети». СССР. Режиссёр: Владимир Бейлис. — Эйлиф

#### Мультфильмы
- 1946 — Павлиний хвост — медведь (переозвучка)
- 1973 — Спасибо — шахтёр
- 1973 — Чудо без чудес — кресло
- 1973 — Волшебник Изумрудного города — Людоед / медведь Топотун
- 1974 — Лечение Василия (Весёлая карусель № 6) — великан Василий
- 1975 — Волшебный мешочек — медведь
- 1975 — Конёк-Горбунок — Гаврило, младший брат Данилы и старший брат Ивана / один из банщиков (нет в титрах)
- 1975 — Василиса Микулишна — слуга князя (нет в титрах)
- 1975 — Верните Рекса — Иван Филиппович, конюх в аэропорту (нет в титрах)
- 1975 — Лиса и медведь — медведь
- 1976 — Голубой слонёнок — бегемот
- 1976 — Будь здоров, зелёный лес! — дуб
- 1977 — Чемпион в лесу — слон
- 1978 — Краденое солнце — медведь
- 1978 — Солнечный зайчик — Михайло, старый медведь
- 1978 — Последняя невеста Змея Горыныча — воевода
- 1979 — Каменный гость (Фитиль № 209) — первый атлант
- 1982—1986 — Боцман и попугай — боцман Рома
- 1984 — Сказка о царе Салтане — дядька Черномор
- 1985 — Сказ о Евпатии Коловрате — Евпатий Коловрат
- 1986 — Как дед за дождём ходил — Гром-водовоз
- 1987 — Исчезатель — бармен Нокомис
- 1988 — Влюбчивая ворона — медведь
- 1991 — На чёрный день — медведь
- 1992 — Шарман, Шарман! — дядюшка Крокодил

## Признание и награды
- заслуженный артист Белорусской ССР (1967)[13]
- орден «Знак Почёта» (04.11.1974)
- народный артист РСФСР (1987)